# Meine Frau ist eine Hexe
Meine Frau ist eine Hexe (Originaltitel: Mia moglie è una strega) ist eine italienische Fantasy-Komödie, die Castellano und Pipolo 1980 inszenierten. Uraufführung war am 23. Oktober 1980; der Film wurde im deutschen Sprachraum am 12. Juni 1983 erstmals vom DFF gezeigt. Alternativtitel ist Geliebte Hexe.

## Inhalt
Beim Hexensabbat fehlt die dreizehnte Teilnehmerin: Finnicella hat dem Inquisitor, Kardinal Emilio Altieri, ihre wahre Natur offenbart. Nachdem sie auf dem Scheiterhaufen verbrannt wurde, erhält sie vom Teufel Asmodeus die Erlaubnis, im Italien der heutigen (1980er Jahre) Zeit neubelebt zu werden. Dort trifft sie einen Nachfahren, den gleichnamigen Börsenangestellten Emilio Altieri. Dessen Verlobte Tania Grisati ist darüber nicht erbaut, dass er sie als seine Sekretärin anstellt, zumal sie die Hochzeit der beiden zu verhindern weiß.
Auch Asmodeus passt diese Wendung überhaupt nicht, weshalb ein Kampf mit übersinnlichen Kräften zwischen ihm und Finnicella um Schuld, Unschuld auf Leben und Tod erfolgt, an dessen Ende die Liebe der beiden Verliebten steht, da sich Finnicella ihrer übersinnlichen Fähigkeiten entledigen lässt und als Mensch weiterlebt.

## Synchronisation
Die erste deutsche Synchronfassung entstand 1983 im DEFA Studio für Synchronisation in Ost-Berlin. Rosemarie Oppel schrieb das Dialogbuch und Barbara Gambke führte Regie. Die zweite Synchronfassung entstand 1984 in Wien, nach einem Dialogbuch und unter der Dialogregie von Hartmut Neugebauer.
| Rolle                           | Darsteller         | Synchronsprecher (DDR 1983) | Synchronsprecher (Österreich 1984) |
| ------------------------------- | ------------------ | --------------------------- | ---------------------------------- |
| Emilio Altieri                  | Renato Pozzetto    | Manfred Wagner              | Heinz Ehrenfreund                  |
| Finnicella                      | Eleonora Giorgi    | Ingeborg Westphal           | Eva Kinsky                         |
| Tania Grisanti                  | Lia Tanzi          | Helga Sasse                 | Johanna Mertinz                    |
| Tanias Ex-Mann                  | Enrico Papa        | Eckhard Bilz                | ?                                  |
| Roberto, Emilios Arbeitskollege | Renzo Rinaldi      | ?                           | Hartmut Neugebauer                 |
| Asmodeus, der Teufel            | Helmut Berger      | Klaus Piontek               | Wolfgang Pampel                    |
| Kommissar                       | Dino Cassio        | ?                           | Michael Habeck                     |
| Empfangschef bei der Hochzeit   | Geoffrey Copleston | ?                           | Kurt Jaggberg                      |
| Hotelangestellter               | John Stacy         | ?                           | Jaromír Borek                      |

## Kritik
Der Inhalt dieser leichtgewichtigen Komödie ist ganz offensichtlich ein Plagiat von René Clairs Meine Frau, die Hexe, urteilte das Lexikon des Fantasy-Films, während das Lexikon des internationalen Films eine „trotz einiger Längen und Peinlichkeiten eine vor allem unterhaltsam gespielte Komödie“ sah.